# Kim Jung-eun
Ne doit pas être confondu avec Kim Jong-un ou Kim Jong-hun.
Dans ce nom coréen, le nom de famille, Kim, précède le nom personnel.
Kim Jung-eun (en coréen 김정은), née le 4 mars 1976 à Séoul, est une actrice sud-coréenne.

## Filmographie

### Cinéma
- 1995 : My Old Sweetheart
- 2002 : Marrying the Mafia (2002)
- 2002 : Fun Movie (2002)
- 2002 : Desire (2002)
- 2003 : Spring Breeze (2003)
- 2003 : Mr. Butterfly (2003)
- 2004 : How to Keep My Love (2004)
- 2005 : Blossom Again (2005)
- 2006 : Mission Sex Control (2006)
- 2008 : Forever the Moment (2008)
- 2010 : Le Grand Chef 2: Kimchi Battle (2010)[1]
- 2013 : Mr. Go : caméo

### Télévision

#### Séries télévisées
- 1997 : Star in My Heart
- 1997 : Yesterday
- 1997 : Revenge and Passion
- 1998 : 사랑을 위하여
- 1998 : MBC Best Theater - 오월의 사랑
- 1998 : 6.25 Drama - 이방인
- 1998 : MBC Best Theater - 그와 함께 타이타닉을 보다
- 1998 : Sunflower
- 1999 : March
- 1999 : Should My Tears Show
- 1999 : Days of Delight
- 2000 : Because of You
- 2000 : All About Eve : Yoo Joo-hee
- 2000 : Medical Center : caméo
- 2000 : Air Force
- 2000 : Rookie
- 2001 : 여인천하
- 2001 : Ladies of the Palace
- 2001 : Wolf Hunting
- 2001 : Father and Son
- 2004 : Lovers in Paris : Kang Tae-young
- 2005 : Three Leaf Clover
- 2005 : Princess Lulu : Go Hee-soo
- 2006 : Lovers : Yoon Mi-ju
- 2008 : On Air : caméo
- 2008 : General Hospital 2[2]
- 2010 : I Am Legend : Jeon Seol-hee
- 2010 : Korean Peninsula : Im Jin-jae
- 2012 : Ohlala Couple : Na Yeo-ok

#### Spectacles de variétés
- 2001-2002 : Midnight TV Entertainment : MC
- 2008-2011 : Kim Jung-eun's Chocolate : MC
- 2008 : How to Become a Manager : invité, épisode 1
- 2011 : Miracle Audition : juge
- 2014 : Something : MC

#### Narration documentaire
- 2008 : Wednesday Special: 금메달을 향해 뛰어라: 대륙의 올림픽 꿈나무들
- 2010 : MBC Special: 도시의 개
- 2013 : SBS Special: Symphony of Dreams

## Radio
- 1999-2000 : To You Who Forget the Night : DJ

## Discographie
- 2010 : Comeback Madonna Band
- 2010 : To You, Dear Music
- 2010 : You (version duo) avec Lee Joon-hyuk
- 2010 : Reminiscence
- 2011 : In Heaven - JYJ, narration par Kim Jung-eun
- 2012 : Sad Fate